# Álex Márquez
Álex Márquez Alentà (sinh ngày 23 tháng 4 năm 1996) là một tay đua MotoGP người Tây Ban Nha. Trong sự nghiệp đua xe của mình, Álex Márquez từng đoạt chức vô địch Moto3 năm 2014, chức vô địch Moto2 năm 2019 và nhiều lần lên podium thể thức MotoGP. Mùa giải 2021, Álex Márquez thi đấu cho đội đua LCR Honda.

## Sự nghiệp
Từ năm 2012-2014: Álex Marquez đua thể thức Moto3, anh đã đoạt chức vô địch mùa giải 2014. Chức vô địch này cùng với chức vô địch thể thức MotoGP của người anh trai Marc Márquez tạo thành kỷ lục cặp anh em ruột đầu tiên cùng vô địch trong một năm.
Từ năm 2015-2019: Álex Marquez thi đấu thể thức Moto2, anh giành thêm một danh hiệu vô địch nữa ở mùa giải 2019.
Mùa giải MotoGP 2020: Ban đầu Álex Marquez vốn không có suất đua chính ở mùa giải MotoGP 2020. Tuy nhiên do đội đua Repsol Honda lâm vào tình trạng thiếu hụt nhân sự bởi tay đua chính Jorge Lorenzo xin chấm dứt hợp đồng, do đó Honda đã chọn Álex Márquez làm phương án thay thế. Ở đây anh làm đồng đội với Marc Márquez. Tuy nhiên hai anh em chỉ làm đồng đội với nhau ở một chặng đua bởi Marc Márquez bị chấn thương nặng ngay ở chặng đua đầu tiên, phải nghỉ thi đấu đến hết mùa giải.
Álex Marquez khởi đầu mùa giải khá chậm, đến nửa sau mùa giải anh có hai chặng đua liên tiếp về nhì ở GP Pháp và GP Aragon, trở thành tay đua duy nhất mang về podium cho đội đua Honda ở mùa giải 2020.
Mùa giải MotoGP 2021: Álex Márquez chuyển sang đội đua LCR, một vệ tinh của Honda. Sau nửa đầu mùa giải, kết quả tốt nhất của anh là vị trí thứ 6 ở GP Pháp.

## Thống kê thành tích
(Tính đến hết chặng đua GP Hà Lan 2021)
| Năm   | Thể thức | Xe          | Đội đua              | Số xe | Race | Win | Podium | Pole | FLap | Điểm | Kết quả |
| ----- | -------- | ----------- | -------------------- | ----- | ---- | --- | ------ | ---- | ---- | ---- | ------- |
| 2012  | Moto3    | Suter Honda | Estrella Galicia 0,0 | 12    | 11   | 0   | 0      | 0    | 1    | 27   | 20th    |
| 2012  | Moto3    | Suter Honda | Ambrogio Next Racing | 12    | 11   | 0   | 0      | 0    | 1    | 27   | 20th    |
| 2013  | Moto3    | KTM         | Estrella Galicia 0,0 | 12    | 17   | 1   | 5      | 0    | 3    | 213  | 4th     |
| 2014  | Moto3    | Honda       | Estrella Galicia 0,0 | 12    | 18   | 3   | 10     | 3    | 3    | 278  | 1st     |
| 2015  | Moto2    | Kalex       | EG 0,0 Marc VDS      | 73    | 18   | 0   | 0      | 0    | 0    | 73   | 14th    |
| 2016  | Moto2    | Kalex       | EG 0,0 Marc VDS      | 73    | 17   | 0   | 1      | 0    | 0    | 69   | 13th    |
| 2017  | Moto2    | Kalex       | EG 0,0 Marc VDS      | 73    | 17   | 3   | 6      | 3    | 3    | 201  | 4th     |
| 2018  | Moto2    | Kalex       | EG 0,0 Marc VDS      | 73    | 18   | 0   | 6      | 3    | 2    | 173  | 4th     |
| 2019  | Moto2    | Kalex       | EG 0,0 Marc VDS      | 73    | 19   | 5   | 10     | 6    | 5    | 262  | 1st     |
| 2020  | MotoGP   | Honda       | Repsol Honda Team    | 73    | 14   | 0   | 2      | 0    | 0    | 74   | 14th    |
| 2021  | MotoGP   | Honda       | LCR Honda Castrol    | 73    | 9    | 0   | 0      | 0    | 0    | 27*  | 15th*   |
| Total | Total    | Total       | Total                | Total | 158  | 12  | 40     | 15   | 17   | 1397 |         |

*Mùa giải vẫn đang diễn ra

## Cuộc sống cá nhân
Álex Marquez sinh ra ở thị trấn Cervera, Catalunya. Anh là em ruột của tay đua từng nhiều lần vô địch MotoGP Marc Márquez.